# Pernette du Guillet
Pernette du Guillet (1520 en Lyon (Francia) - 7 de julio de 1545, id.) fue una poeta francesa del siglo XVI. Pertenece a la llamada Escuela Lionesa, junto al que fue su maestro Maurice Scève y la bella cordelera, Louise Labé, entre otros.
Pernette du Guillet recibe una educación muy cuidada, y habla italiano y español. A los dieciséis años es discípula de Maurice Scève al que inspira para su obra más conocida, Delia. Se trata de un amor imposible, pues Pernette está prometida al señor Du Guillet, con el que se casará en 1538, pero servirá de inspiración para los versos de Pernette.
Su muerte prematura por una epidemia de peste hace que su obra sea escasa. Se trata de un volumen publicado en el mismo desorden en que fue hallado por su marido a su muerte, Rimas de Pernette du Guillet (Rymes de gentille et vertueuse Dame de Pernette du Guillet, lyonnoise), en el que habla de su amor imposible hacia su maestro, Maurice Scève
- Datos: Q451859
- Multimedia: Pernette du Guillet / Q451859